# Septembre 1889

## Événements
- Septembre - octobre, France : victoire des républicains (366 élus) sur les conservateurs (210 élus) aux législatives.

- 13 septembre : le sultan de Zanzibar s’engage à abolir l’esclavage et accorde le droit de visite à l’Allemagne et au Royaume-Uni.

- 19 septembre : un éboulement rocheux tue quarante personnes à Québec.

- 23 septembre (Japon) : création de Nintendo Koppaï (ancien nom de Nintendo) par Yamauchi Fusajirō.

## Naissances
- 6 septembre :
  - Fritz Künkel (mort le 2 avril 1956), psychiatre allemand
  - George Hively (mort le 2 mars 1950), monteur et cinéaste américain
  - Louis Silvers (mort le 26 mars 1954), compositeur américain
  - Nikolaï Taraboukine (mort le 21 février 1956), historien de l'art russe
  - Saburo Aizawa (mort le 3 juillet 1936), lieutenant-colonel de l'armée impériale japonaise

- 14 septembre : André Lagrange, peintre français († 1958).
- 26 septembre :
  - Ivan Mosjoukine, acteur et cinéaste russe.
  - Martin Heidegger, philosophe allemand († 1976).

## Décès
- 5 septembre : Louis-Victor Sicotte, homme politique canadien.
- 6 septembre : Guillaume d'Aspremont Lynden, homme politique belge (° 14 octobre 1815).
- 10 septembre : Amy Levy, auteure anglaise.
- 13 septembre : Henry Joseph Clarke, premier ministre du Manitoba.
- 28 septembre : le général Louis Léon César Faidherbe, ancien gouverneur du Sénégal, grand chancelier de la Légion d'honneur (° 1818).
- 30 septembre : François-Antoine Bossuet, peintre belge (° 22 août 1798).